# Imperium Romanum (jeu vidéo)
Imperium Romanum (stylisé Imperivm Romanvm) est un jeu vidéo de type city-builder développé par Haemimont Games et édité par Kalypso Media et Southpeak Interactive, sorti en 2008 sur Windows. Il est également distribué sous le titre Imperium: Civitas II et fait suite à Imperium: Civitas (Glory of the Roman Empire).

## Accueil
| Imperium Romanum |      |       |
| Média            | Pays | Notes |
| Cyber Stratège   | FR   | 5/10  |
| GameSpot         | US   | 35 %  |
| Jeuxvideo.com    | FR   | 14/20 |
| Joystick         | FR   | 7/10  |